# Morti nel 1314
| Questa pagina contiene informazioni ricavate automaticamente dalle voci biografiche con l'ausilio del template Bio e di un bot. L'aggiornamento è periodico e automatico e ricostruisce completamente la pagina. Se manca una persona in questa lista, sei pregato di non aggiungerla, ma accertati piuttosto che la sua voce biografica contenga il template Bio e che i dati anagrafici siano correttamente compilati. Se il template Bio manca, inseriscilo tu stesso o, in alternativa, metti l'avviso {{tmp\|Bio}} che ne segnala la mancanza. Se i dati riportati sono sbagliati, correggi direttamente la voce biografica; le modifiche saranno visibili in questa lista entro pochi giorni. Per chiarimenti vedi il progetto biografie. La lista contiene solo le 27 persone che sono citate nell'enciclopedia e per le quali è stato implementato correttamente il template Bio. Pagina aggiornata al 26 apr 2025. |

- 21 gennaio - Muhammad III di Granada, sultano (n. 1257)
- 8 febbraio - Elena d'Angiò, religiosa e santa serba
- 10 febbraio - Riccardo Petroni, cardinale italiano
- 15 marzo - Monaldo da Ancona, religioso italiano
- 16 marzo - Francesco da Petriolo, religioso italiano (n. 1270)
- 18 marzo - Geoffrey de Charnay, cavaliere medievale normanno
- 19 aprile - Gauthier d'Aunay, militare francese
- 19 aprile - Philippe d'Aunay, militare francese
- 20 aprile - Papa Clemente V, papa e arcivescovo cattolico francese (n. 1264)
- 3 maggio - Emilia Bicchieri, religiosa italiana (n. 1238)
- 31 maggio - Giacomo Salomoni, presbitero italiano (n. 1231)
- 24 giugno - Gilberto di Clare, VIII conte di Gloucester, nobile britannico
- 1º ottobre - Altigrado Cattaneo, giurista e vescovo cattolico italiano
- 5 ottobre - Alessandro Bonino, teologo e religioso italiano (n. 1268)
- 20 novembre - Alberto II di Meißen, nobile tedesco (n. 1240)
- 25 novembre - Nicola I di Rostock, principe
- 29 novembre - Filippo IV di Francia, re francese (n. 1268)
- Muhammad ibn 'Ali al-Ishbili, architetto
- Baldo d'Agugliano, magistrato italiano
- Ermengol X di Urgell, conte (n. 1260)
- Làscara Lascaris di Ventimiglia, nobile italiana (n. 1264)
- Jacques de Molay, cavaliere medievale francese
- Arne Sigurdsson, vescovo cattolico norvegese
- Takezaki Suenaga, sovrano giapponese (n. 1246)
- Paleologo Zaccaria, ammiraglio italiano (n. 1235)
- Henry de Percy, I barone Percy, nobile britannico (n. 1273)
- Giuseppe della Scala, religioso italiano